# Primera Guerra Mèdica
La Primera Guerra Mèdica va consistir en la primera invasió persa de l'antiga Grècia, durant el transcurs de les guerres mèdiques. Va començar el 492 aC i va concloure amb la decisiva victòria atenesa en la batalla de Marató en 490 aC. La invasió, que va constar de dues campanyes diferents, va ser ordenada pel rei persa Darios I, fonamentalment amb l'objectiu de castigar les polis d'Atenes i Erètria. Aquestes havien donat suport a les ciutats de Jònia durant la revolta jònica contra el govern persa de Darios I. A més d'una acció de represàlia davant la seva actuació en la revolta, el rei aquemènida també va albirar l'oportunitat d'estendre el seu imperi a Europa i assegurar la seva frontera occidental.
La primera campanya (492 aC) va ser dirigida per Mardoni, qui va tornar a subjugar Tràcia i va obligar a Macedònia a ser vassalla el regne de Pèrsia. No obstant això, es van evitar nous progressos quan la flota de Mardoni va ser destruïda en una tempesta a la costa de la muntanya Athos. El següent any, i donada mostra de les seves intencions, Darios va despatxar ambaixadors a tot arreu de Grècia demanant la submissió. Va rebre la mateixa de totes excepte Atenes i Esparta, les quals van executar als ambaixadors. Amb Atenes desafiant i Esparta en guerra contra ell, Darios va ordenar una campanya militar per al següent any.
La segona campanya (490 aC) va estar sota el comandament de Datis i Artafernes. L'expedició es va dirigir primer a l'illa de Naxos, que va ser capturada i incendiada, i tot seguit va anar passant d'illa en illa per la resta de les Cíclades, annexionant-les a l'Imperi persa. L'expedició va desembarcar a Erètria, que va ser assetjada, i després d'un curt període, capturada i arrasada, i els seus ciutadans van ser esclavitzats. Finalment, l'exèrcit expedicionari es va dirigir a l'Àtica, desembarcant en Marató, en la seva ruta cap a Atenes. Allà es va topar amb un exèrcit atenès molt més petit, que tot i així, va obtenir una victòria destacada en la batalla de Marató.
Aquesta derrota va evitar que la campanya conclogués en èxit, i la força expedicionària va tornar a Àsia. No obstant això, l'expedició havia aconseguit la majoria dels seus objectius en castigar Naxos i Erètria i col·locar a gran part de la mar Egeu sota el domini persa. Les metes sense assolir durant la campanya van fer que Darios preparés una invasió molt més gran a Grècia per subjugar fermament i castigar Atenes i Esparta. No obstant això, els conflictes interns de l'imperi van retardar aquesta expedició, i després Darios, ja d'edat avançada, va morir. Va ser així que el seu fill Xerxes I va liderar la segona invasió persa a Grècia, que va començar l'any 480 aC.

## Campanya de Mardoni
L'any 492 aC, l'exèrcit de Darios I el Gran comandat pel seu gendre, Mardoni va creuar l'Hel·lespont per prendre Tràcia. Va obligar el líder Alexandre I de Macedònia a sotmetre's de nou a l'Imperi Persa. Tanmateix, els brigis van ferir Alexandre I de Macedònia entre l'Estrímon i l'Axios, i en l'intent d'avançar Grècia endins gran part de la flota va ser destruïda per una tempesta prop del Mont Atos (492 aC), a l'extrem de la península d'Actea (a Calcídia). Així doncs, Mardoni va haver de retrocedir a Àsia.

## Campanya de Datis
L'exèrcit de Darios, ara comandat per Artaphernes i per Datis, un almirall mede (Mardoni havia estat ferit a l'atac anterior), va ser enviat a principis de setembre del 490 aC perquè desembarqués a la badia de Marató i amenacés amb un atac terrestre sobre Atenes. Aquest exèrcit no comptava amb més de 25.000 infants i 1.000 cavallers, ja que va ser transportat completament per mar.
Els transports perses, escortats per la flota, van navegar de Samos a Naxos i van arribar a Carist, a la costa meridional d'Eubea. D'allà van navegar pel canal d'Eubea fins Erètria, on llurs objectius es feren clars als grecs.
Els eretris van enviar un missatge urgent a Atenes demanant ajuda. Els atenencs hi estaren d'acord, però es van adonar que necessitarien més ajuda. Van enviar un correu als espartans i probablement als de Platea. El correu va arribar a Esparta el 9 de setembre, i els espartans acceptaren ajudar, però van indicar que no podien anar a la guerra fins que les festes Carnees s'acabessin a la lluna plena dels dies 19 i 20 de setembre.

## Batalla de Marató

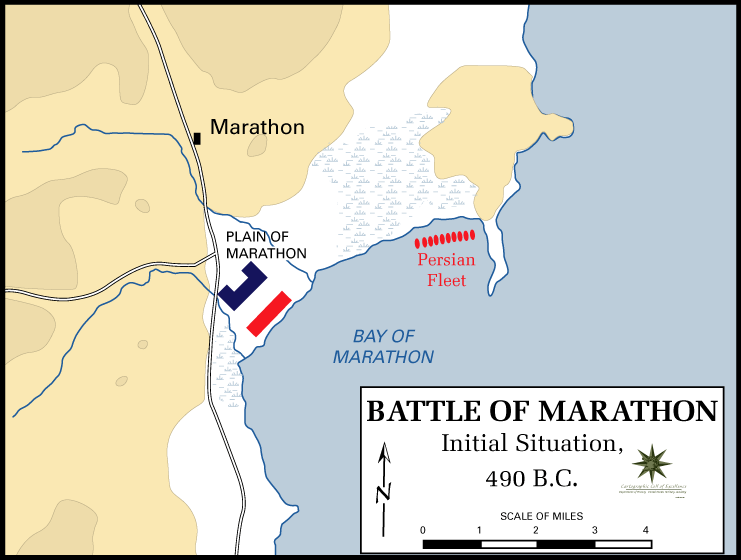
Posicions inicials de les tropes abans de la confrontació. Els grecs (en blau) han replegat les ales per reforçar els cantons del centre, significativament més petit. La flota persa (en vermell) espera a l'est. La gran distància fins als vaixells va tenir un paper crucial en les darreres fases de la batalla.

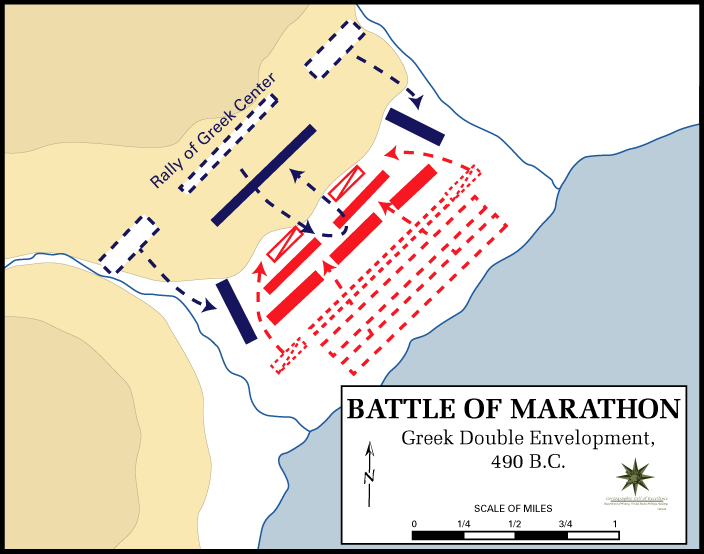
Les ales gregues (en blau) envolten les ales perses (en vermell), mentre el seu centre estratègicament aprimat omplia l'espai entre elles.

Artaphernes va prendre part de l'exèrcit persa i assetjà Erètria. La resta de l'exèrcit va navegar amb Datis i va desembarcar a la badia de Marató. L'exèrcit atenenc, entre 9.000 i 10.000 homes, era comandat per Cal·límac, el polemarca, i els seus deu generals tribals, i va marxar cap al nord des d'Atenes. Quan en Cal·límac va saber que els perses havien desembarcat a la badia de Marató, va girar camí i va arribar a la vall d'Avlona, on acampà el seu exèrcit davant l'altar d'Hèracles. Mil plateus s'hi van unir allà.
Com que era obvi per la disposició dels perses que no pensaven marxar contra Atenes, els atenencs van esperar els espartans. Durant vuit dies, els dos exèrcits romangueren pacíficament un davant l'altre.
El novè dia els atenencs saberen que Erètria havia caigut per traïció. Això significava que ara tenia ja Artafernes llibertat de moviments, i que podria atacar Atenes. El 21 de setembre, l'exèrcit atenenc sortí a confrontar els perses. Això va ser probablement una decisió combinada dels generals, tot i que Heròdot diu que hi havia rotació de dies en comandància de cada general i que era en Milcíades el general que manava en aquell moment, i qui va tenir un paper important en convèncer els altres que ataquessin. Segons Heròdot, cinc estrategs van votar a favor d'atacar i cinc van votar en contra; Cal·límac, el polemarca, va donar el vot decisiu en favor de l'ofensiva.
Com que la majoria de la infanteria persa eren arquers, el pla grec era avançar en formació fins a arribar al límit de l'efectivitat dels arquers, uns 200 metres, i després avançar desdoblats per tancar files ràpidament i fer entrar en joc la seva infanteria pesant. Això comportava que amb quasi tota seguretat haurien d'acabar lluitant en files desordenades, però això era preferible a donar més temps als arquers perses. El centre grec es va reduir a possiblement quatre rangs, dels vuit habituals, per tal d'estendre la línia i evitar que la línia persa superés els grecs. Les ales mantingueren els seus vuit rangs.
Els infants pesants grecs, o hoplites, estaven molt més cuirassats que les tropes perses i la pica que els grecs portaven els donava més abast que les llances curtes i les espases dels infants perses. L'avantatge persa venia de l'arc que molts d'ells portaven, però va ser parcialment neutralitzat per la superioritat de l'armadura grega.
A mesura que els grecs avançaven les seves ales es posaren davant el centre, que estava sota foc intens dels arquers. Mentre es tancava la formació, alguns perses aconseguiren entrar als espais resultants i feren retrocedir el centre. El retrocés grec al centre, a part de portar els perses cap endins, també va dur les ales gregues cap a l'interior, escurçant la línia grega. El resultat sorprenent va ser un moviment de pinça, i la batalla va acabar quan l'exèrcit persa, escomès fins a la confusió, va desbandar-se en pànic cap als seus vaixells i els perses foren perseguits pels grecs.
Heròdot apunta que van morir 6.400 perses per uns 192 atenencs.

## Conseqüències
Tan aviat com en Datis va sortir a la mar, els atenencs marxaren a Atenes. Van arribar a temps d'evitar que Artafernes aconseguís desembarcar. Veient la seva oportunitat perduda, Artafernes va girar cua i va tornar a Àsia. Els espartans arribaren més tard, van visitar el camp de batalla a Marató, i van proclamar que els atenencs havien assolit una gran victòria.
La derrota a mans dels grecs dels perses, que no havien estat derrotats en terra durant moltes dècades, va causar grans problemes pels perses. Veient que els perses no eren invencibles, molts pobles subjectes al seu govern es van revoltar després de la derrota dels seus ocupadors a Marató, i l'ordre no va ser restablert fins després d'uns anys.
Tenir Pèrsia com enemic comú va ajudar a crear un sentiment de solidaritat entre les desunides ciutats estat gregues. La victòria també va col·laborar a establir la idea que els grecs eren «civilitzats» i els asiàtics simples «bàrbars».
Marató no va ser en cap sentit una victòria decisiva sobre els perses. Tanmateix, va ser la primera vegada que els grecs van superar els perses en terra, i «llur victòria investí els grecs amb una fe en el seu destí que duraria tres segles, durant els quals va néixer la cultura occidental». (J.F.C. Fuller, A Military History of the Western World.) En aquesta obra en Fuller recorda la famosa opinió d'en John Stuart Mill que la batalla de Marató va ser un fet encara més decisiu per la història britànica que la batalla de Hastings.